# Biserica „Sfinții Voievozi - Stamatinești” din Focșani
Biserica Sfinții Voievozi - Stamatinești din Focșani este un ansamblu de monumente istorice aflat pe teritoriul municipiului Focșani. În Repertoriul Arheologic Național, monumentul apare cu codul 174753.20.
Ansamblul este format din două monumente:
- Biserica „Sf. Voievozi” - Stamatinești (cod LMI VN-II-m-B-06449.01)
- Zid de incintă (cod LMI VN-II-m-B-06449.02)

## Biserica „Sf. Voievozi” - Stamatinești
Biserica “Sfintii Voievozi”-Stamatinesti, a fost construita în anul1798 de catre banul Toma Stamatin, boier vechi al Moldovei, paharnic si armas al voievodului Stefan cel Mare. La început a fost o biserica de lemn, fiind o capela de familie în care documentele atesta ca aici a avut loc casatoria lui Grigore Alexandrescu cu Raluca Stamatin în anul 1859. Biserica a fost construita într-un stil pur românesc cu ziduri groase, fiind pastrata la intrare usa originala, pardosita cu dale si caramida. Dupa plecarea din Focsani a descendentilor familiei Stamatin pâna în anul1974 biserica a fost lasata in parasire si ajunsa în ruina totala. Dupa 1990 a fost redata oficierii cultului ortodox.